# Sus bucculentus
Sanglier du Vietnam
Espèce
Statut de conservation UICN

EX : Éteint
Sus bucculentus, le Sanglier du Vietnam, est une espèce de mammifères de la famille des Suidae, identifiée au Laos et au Vietnam.
L'espèce est classée comme éteinte par l'UICN (12 février 2022) car son statut taxinomique est douteux ; il n'existe pas d'informations fiables sur l'état de sa population et une raison possible de son extinction pourrait être l'hybridation avec d'autres porcs sauvages.

## Habitat et répartition
Sus bucculentus a été décrit à partir de deux crânes collectés dans le sud du Vietnam en 1892, vraisemblablement près de Hô Chi Minh-Ville dans la vallée du Dong Nai. Un autre crâne, incomplet mais apparemment frais d'un mâle juvénile, a été signalé à Ban Ni Giang dans les montagnes Annamite, à l'est du fleuve Mékong. Cependant, une analyse de 2006 des données de l'ADN mitochondrial suggère que les porcs de couleur claire, plus allongés et au visage plus long du nord des Annamites sont probablement les mêmes que la forme relativement claire de Sus scrofa que l'on trouve à l'est du Mékong. La validité de cette espèce est donc douteuse, et elle pourrait être un synonyme de Sus scrofa ou de Sus moupinensis.
Aucune information n'est disponible sur l'écologie de l'espèce. Il est probable qu'elle ait été présente dans les forêts, mais peut-être aussi dans d'autres habitats.

## Systématique
L'espèce est décrite en premier en 1892 par le zoologiste français Pierre Heude, qui la classe dans le genre Sus sous le nom binominal Sus bucculentus. L'épithète spécifique bucculentus signifie en latin « qui a de grosses joues/une grande bouche ».
Sus bucculentus est probablement un nom invalide, synonyme de Sus scrofa, ou plutôt de Sus moupinensis. Cette dernière espèce reste toutefois provisoire, en attendant une étude plus approfondie de la différenciation taxinomique au sein du groupe de porcs sauvages d'Asie du Sud-Est. Dans l'attente d'une étude plus approfondie, Sus bucculentus est classé comme éteint jusqu'à ce que de meilleures preuves sur sa taxinomie soient disponibles.